# Souimanga bifascié
Cinnyris bifasciatus
Espèce
Le Souimanga bifascié (Cinnyris bifasciatus) est une espèce d’oiseaux de la famille des Nectariniidae.
Il vit dans la moitié sud de l'Afrique subsaharienne.